# إيرل س. هايز
إيرل س. هايز (بالإنجليزية: Earle C. Hayes)‏ هو مدرب كرة سلة أمريكي، ولد في 21 نوفمبر 1885، وتوفي في 16 ديسمبر 1943 في بلومنغتون في الولايات المتحدة بسبب ذات الرئة.